# يوري كراكوفيتسكي
يوري كراكوفيتسكي (ولد في 27 أغسطس 1992 في بيشكك، قيرغيزستان ) هو رياضي قيرغيزستاني. تنافس في دورة الألعاب الأولمبية الصيفية لعام 2012. 

## روابط خارجية
- يوري كراكوفيتسكي على موقع الفيدرالية الدولية للجودو (الإنجليزية)
- يوري كراكوفيتسكي على موقع JudoInside.com (الإنجليزية)
- يوري كراكوفيتسكي على موقع AllJudo.net (الفرنسية)
- يوري كراكوفيتسكي على موقع اللجنة الأولمبية الدولية (الإنجليزية)
- يوري كراكوفيتسكي على موقع أوليمبيديا (الإنجليزية)